# Länsväg 140
De Zweedse weg 140 (Zweeds: Länsväg 140) is een provinciale weg in de provincie Gotlands län in Zweden en is circa 71 kilometer lang. De weg ligt op het eiland Gotland.

## Plaatsen langs de weg
- Visby
- Vibble
- Klintehamn

## Knooppunten
- Länsväg 143 bij Visby (begin)
- Länsväg 142/Länsväg 148 bij Visby
- Länsväg 141 bij Klintehamn
- Länsväg 142 (einde)